# Boothbay
La ville de Boothbay est située dans le comté de Lincoln, dans l’État du Maine, aux États-Unis. Sa population s’élevait à 3 120 habitants lors du recensement de 2010, estimée à 3 099 habitants en 2014.

## Source
- (en) Cet article est partiellement ou en totalité issu de l’article de Wikipédia en anglais intitulé « Boothbay, Maine » (voir la liste des auteurs).